# Верниковский, Ярослав
Яросла́в Вернико́вский (пол. Jarosław Wernikowski; 29 мая 1934, Миловцы, Тарнопольское воеводство, Польша) — польский генерал времён ПНР, комендант гражданской милиции Щецинского воеводства в 1980-е.

## Биография
Родился в крестьянской семье Игнацы и Катажины Верниковских из деревни Миловцы (тогда — Чортковский повят Тарнопольского воеводства Второй Речи Посполитой, ныне — Чортковский район Тернопольской области Украины). С 19 лет обучался в Годовой офицерской школе Национального учебного центра Министерства общественной безопасности (МОБ).
В 1954–1972 служил в Щецинском управлении МОБ, КОБ и воеводской комендатуре гражданской милиции. С 1972 по 1976 – сотрудник III отдела комендатуры: Службы безопасности (СБ) (борьба с антигосударственной деятельностью). С 1 октября 1976 – заместитель воеводских комендантов Стефана Пёнтковского, затем Зенона Тшциньского по госбезопасности.
Прослушал в Москве курсы при Высшей школе КГБ СССР. Состоял в правящей ПОРП.

## Деятельность в Щецине
Его деятельность в МОБ, СБ и милиции Щецина была связана с политическим сыском и политическими репрессиями. Был сторонником силового подавления профсоюза «Солидарность», курировал слежку за межзаводским Щецинским забастовочным комитетом.
1 декабря 1981 полковник Я. Верниковский был назначен комендантом гражданской милиции Щецинского воеводства. Через неделю на Щецинской судоверфи началась демонстративная акция – протестная голодовка членов независимого профсоюза сотрудников милиции. Ещё через пять дней в ПНР было введено военное положение.
Фактически Я. Верниковский вместе с начальником воеводского войскового штаба полковником Романом Пецяком являлись реальными руководителями региона при политически слабом первом секретаре воеводского комитета ПОРП Станиславе Мискевиче. За день до официального введения военного положения, 12 декабря 1981, он подписал приказ об интернировании 60 лидеров и активистов щецинской «Солидарности». Были интернированы председатель профцентра Мариан Юрчик, его заместитель Станислав Вондоловский, председатель воеводской «Сельской Солидарности» Артур Балаж, члены воеводской комиссии профцентра Анджей Тарновский и Станислав Коцян. Подчинённая Верниковскому ЗОМО участвовала в вооружённом захвате судоверфи имени Варского. Именно в Щецине особенно длительными, ожесточёнными и насильственными с обеих сторон оказались столкновения 3–5 мая 1982.
С 1983 Я. Верниковский – начальник Щецинского воеводского Управления внутренних дел в звании генерала бригады. Оставался в этой должности до смены общественно-политического строя Польши. Уволен одним из первых воеводских силовиков – 15 марта 1990.

## Суды и приговоры
В 2010-х был привлечён к судебной ответственности. Институт национальной памяти (IPN) предъявил ему обвинение в “коммунистическом преступлении” – незаконном лишении свободы через приказы об интернировании.
Прокуратура сосредоточила внимание на том, что приказ об интернировании был подписан 12 декабря 1981 и выполнен в ночь на 13-е – тогда как публикация новых правил интернирования состоялась только 17-го. По законам ПНР до опубликования данные правила не могли применяться. (В 2011 Конституционный трибунал Польши признал Указ Госсовета о введении военного положения противоречащим Конституции ПНР.) Защита строилась на том, что Я. Верниковский «поступал в рамках действовавшего на тот момент законодательства» и «не мог знать о незаконности своего приказа».
В 2013 щецинский суд первой инстанции приговорил Верниковского к двум, а его заместителя Стефана Едынака – к полутора годам лишения свободы условно, штрафам соответственно 9000 и 8000 злотых и обязал извиниться перед интернированными через газету Kurier Szczeciński.
Судья обосновал обвинительный вердикт тем, что люди с высшим юридическим образованием не могли не осознавать противоправность своих действий. Адвокат требовал учесть обстоятельства времени военного положения. Прокурор подчёркивал, что преклонный возраст не означает невиновности подсудимых.
Окружной суд Щецина отменил вердикт в отношении Верниковского и ужесточил наказание. В 2014 он был приговорён к двум годам реального срока заключения. Судья заявила, что деяние подсудимых являлось преступлением против человечности и не имеет срока давности. При этом были приняты во внимание доводы защиты о возрасте 80-летнего обвиняемого и состоянии его здоровья: несмотря на приговор, ему было разрешено находиться в домашних условиях.
Последнее обстоятельство вызвало протесты в среде правой националистической молодёжи, пикетировавший подъезд дома, где проживает Верниковский. На журналистский вопрос тот ответил, будто не заметил никакого пикета и высказался в том смысле, что молодые люди, не заставшие 1980-х, не могут судить о том времени. Парадоксальным образом с ним согласился бывший активист щецинской «Солидарности», участник забастовочного движения и политзаключённый Анджей Мильчановский, арестованный в своё время по приказу Верниковского и выступавший на процессе свидетелем защиты: по его мнению, военное положение спасло Польшу от советской интервенции.
Защита обжаловала приговор в Верховном суде Польши. В 2018 Верховный суд принял решение о третьем рассмотрении дела.